# Orde van de Brandenburgse Rode Adelaar
De Orde van de Brandenburgse Rode Adelaar was een Duitse ridderorde die tijdens de 18e eeuw aan het hof van Brandenburg-Ansbach werd verleend.
Toen het Markgraafschap Brandenburg-Ansbach de oude Ordre de la Sincérité in 1712 opnieuw stichtte kreeg deze hoforde van Markgraaf Karel Willem Frederik van Brandenburg-Ansbach, heerser van het kleine markgraafschap de naam " Hoogvorstelijk Brandenburgse Orde van de Rode Adelaar" of ""Hochfürstlicher Brandenburgischer Roter-Adler-Orden". ".
De ridderorde was oorspronkelijk een ridderorde van het nabijgelegen Markgraafschap Bayreuth. De Franse naam (in het 18e-eeuwse Duitsland was Frans de voertaal aan het hof) laat zich als "Orde van de Eerlijkheid" vertalen.
De orde was in 1705 door Markgraaf Georg Wilhelm van Brandenburg-Bayreuth uit het Huis Hohenzollern gesticht. Tegen het jaar 1712 was de orde al in vergetelheid geraakt.
De orde had een enkele graad en was daarmee een "Grote orde" die aan vorstelijke personen en favoriete hovelingen werd toegekend. Er mochten volgens de statuten vijftig ridders worden benoemd.
In januari 1792 werden Brandenburg-Bayreuth en Brandenburg-Ansbach deel van het Koninkrijk Pruisen. Koning Frederik Willem II van Pruisen zag het nut van een tweede decoratie naast zijn exclusieve Hoge Orde van de Zwarte Adelaar wel in en hij nam de oude orde op 12 juni 1792 op onder de Pruisische ridderorden. De orde kreeg nu de naam "Orde van de Rode Adelaar".